# Miruts Yifter
 (décembre 2016).
Si vous disposez d'ouvrages ou d'articles de référence ou si vous connaissez des sites web de qualité traitant du thème abordé ici, merci de compléter l'article en donnant les références utiles à sa vérifiabilité et en les liant à la section « Notes et références ».

Miruts Yifter, né le 15 mai 1944 à Adigrat et mort le 22 décembre 2016 à Toronto, est un coureur éthiopien de fond. Son nom est parfois écrit Muruse Yefter.

## Carrière
Ses talents de coureur sur longues distances ont été découverts alors que Miruts Yifter servait dans l'armée éthiopienne. Il a été appelé en équipe nationale pour les Jeux olympiques d'été de Mexico, mais il ne fit ses débuts olympiques que quatre ans plus tard à Munich où il gagna le bronze sur 10 000 m. Il obtient la médaille d'argent du 10 000 mètres aux Jeux afro-latino-américains de 1973 à Guadalajara.
Miruts Yifter ne participa pas aux Jeux olympiques d'été de 1976 à la suite du boycott de son pays. Quatre ans plus tard aux Jeux olympiques d'été de Moscou, il remporta d'abord le 10 000 m. Cinq jours plus tard, dans la finale du 5 000 m, il était enfermé dans le dernier tour mais son compatriote Mohammed Kedir lui fit de la place et Yifter put sprinter vers sa seconde médaille d'or.
Lors de ces jeux, le mystère entourait son âge que l'on estimait entre 33 et 42 ans. Miruts Yifter refusait de le révéler.
Il réalisa également le doublé 5 000 m et 10 000m lors des deux premières éditions de la Coupe du monde des nations en 1977 et 1979. Il représentait l'Afrique pour cette compétition.

## Palmarès

### Jeux olympiques
- Jeux olympiques d'été de 1972 à Munich ( Allemagne de l'Ouest)
  -  Médaille de bronze sur 10 000 m
- Jeux olympiques d'été de 1980 à Moscou ( Union soviétique)
  -  Médaille d'or sur 5 000 m
  -  Médaille d'or sur 10 000 m

### Coupe du monde des nations
- Coupe du monde des nations 1977 à Düsseldorf ( Allemagne de l'Ouest)
  -  Médaille d'or sur 5 000 m
  -  Médaille d'or sur 10 000 m
- Coupe du monde des nations 1979 à Montréal ( Canada)
  -  Médaille d'or sur 5 000 m
  -  Médaille d'or sur 10 000 m

### Championnat d'Afrique
- Championnats d'Afrique 1979 à Dakar ( Sénégal)
  -  Médaille d'or sur 5 000 m
  -  Médaille d'or sur 10 000 m

### Jeux africains
- Jeux africains 1973  à Lagos ( Nigeria)
  -  Médaille d'argent sur 5 000 m